# Оптический контраст
Контра́ст опти́ческий — различимость предмета наблюдения от окружающего его фона. Визуальное восприятие объекта возможно только при наличии контраста между объектом и фоном. Контраст {\displaystyle K} определяется отношением разности яркостей объекта наблюдения {\displaystyle B_{1}} и фона {\displaystyle B_{2}} к одной из этих яркостей:
{\displaystyle K={{B_{1}-B_{2}} \over B_{1}}}
Когда объект имеет абсолютный контраст, то {\displaystyle K=1}, при его отсутствии (объект сливается с фоном) {\displaystyle K=0}. Минимальная величина {\displaystyle K}, при которой глаз воспринимает соседние детали, называется порогом контрастной чувствительности глаза. Она зависит от яркости объекта и фона, его углового размера и чёткости контура объекта на фоне.